# Oussama Mezgouri
Oussama Mezgouri (arab. أسامة المزكوري, ur. 12 kwietnia 1988 w Al-Dżadidzie) – marokański piłkarz, grający jako pomocnik w Racingu Casablanca, którego jest kapitanem.

## Kariera klubowa

### Difaâ El Jadida
Zaczynał karierę w Difaâ El Jadida, gdzie grał jako junior do 2008 roku. Wtedy został przeniesiony do pierwszego zespołu. W sezonie 2011/2012 wystąpił w dwóch spotkaniach ligowych.

### Olympique Khouribga
18 lipca 2012 roku został zawodnikiem Olympique Khouribga. W tym zespole zadebiutował 15 września 2012 roku w meczu przeciwko Maghrebowi Fez (2:2). Zagrał cały mecz i asystował przy bramce Brahima Ouchrifa w 58. minucie. Pierwszą bramkę strzelił 9 marca 2013 roku w meczu przeciwko FUS Rabat (wygrana 2:1). Do siatki trafił w 9. minucie.
W sezonie 2012/2013 zagrał 30 meczów, strzelił bramkę i miał dwie asysty. W sezonie 2013/2014 zagrał 14 meczów i raz asystował. W kolejnym sezonie zagrał 29 meczów, miał po golu i asyście. Sezon 2015/2016 zakończył z 27 meczami i dwiema asystami. W sezonie 2016/2017 również zagrał 27 meczów. W sezonie 2017/2018 zagrał 22 mecze i zaliczył jedną asystę. W kolejnym sezonie wystąpił w 30 meczach i miał dwie asysty. W sezonie 2019/2020 zagrał 13 meczów i raz asystował.
Łącznie zagrał 192 mecze, strzelił 2 gole i miał 10 asyst w GNF 1.

### Dalsza kariera
1 sierpnia 2021 roku odszedł na bezrobocie, 27 stycznia 2023 roku podpisał kontrakt z Racingiem Casablanca.